# Магдалена-де-Халиско (муниципалитет)
Магдалена (исп. Magdalena) или Магдалена-де-Халиско (исп. Magdalena de Jalisco) — муниципалитет в Мексике, в штате Халиско, с административным центром в одноимённом городе. Численность населения, по данным переписи 2020 года, составила 21 781 человек.

## Общие сведения
Название Magdalena дано в честь святой Марии Магдалины.
Площадь муниципалитета равна 293,2 км², что составляет 0,4 % от общей площади штата, а наиболее высоко расположенное поселение Уицилапа находится на высоте 1576 метров.
Магдалена граничит с другими муниципалитетами штата Халиско: на севере с Остотипакильо, на востоке с Текилой, на юге с Сан-Хуанито-де-Эскобедо, Эцатланом и Сан-Маркосом, а на западе граничит с другим штатом Мексики — Наяритом.

## Учреждение и состав
Муниципалитет был образован в 1824 году, по данным 2020 года в его состав входит 19 населённых пунктов, самые крупные из которых:
| Код INEGI                  | Населённый пункт                                                                     | Численность населения (2005 год) | Численность населения (2010 год) | Численность населения (2020 год) |
| -------------------------- | ------------------------------------------------------------------------------------ | -------------------------------- | -------------------------------- | -------------------------------- |
| 055                        | Всего                                                                                | 18924                            | 21321                            | 21781                            |
| 0001                       | Магдалена (исп. Magdalena) 20°54′23″ с. ш. 103°58′34″ з. д. (административный центр) | 14426                            | 16214                            | 16873                            |
| 0008                       | Сан-Андрес (исп. San Andrés) 20°55′28″ с. ш. 104°05′25″ з. д.                        | 1438                             | 1564                             | 1571                             |
| 0007                       | Ла-Кемада (исп. La Quemada) 20°58′16″ с. ш. 104°02′52″ з. д.                         | 1011                             | 1238                             | 1107                             |
| 0003                       | Ла-Хоя (исп. La Joya) 20°50′49″ с. ш. 103°58′44″ з. д.                               | 885                              | 977                              | 899                              |
| 0009                       | Сан-Симон (исп. San Simón) 20°59′20″ с. ш. 104°00′36″ з. д.                          | 488                              | 524                              | 384                              |
| 0006                       | Охо-Сарко (исп. Ojo Zarco) 20°57′11″ с. ш. 104°03′33″ з. д.                          | 220                              | 238                              | 223                              |
| —                          | Прочие                                                                               | 456                              | 566                              | 724                              |
| Названия на карте Генштаба |                                                                                      |                                  |                                  |                                  |

## Экономическая деятельность
По статистическим данным 2000 года, работоспособное население занято по секторам экономики в следующих пропорциях:
- сельское хозяйство, животноводство и рыбная ловля — 21,2 %;
- промышленность и строительство — 32,8 %;
- торговля, сферы услуг и туризма — 43,1 %;
- безработные — 2,9 %.

## Инфраструктура
По статистическим данным 2020 года, инфраструктура развита следующим образом:
- электрификация: 99,6 %;
- водоснабжение: 85,1 %;
- водоотведение: 99,4 %.